# Afrithelphusa monodosa
Afrithelphusa monodosa е вид ракообразно от семейство Potamonautidae. Видът е застрашен от изчезване.

## Разпространение
Разпространен е в Гвинея.

## Описание
Популацията им е намаляваща.